# Onobrychis schuschajensis
Onobrychis schuschajensis är en ärtväxtart som beskrevs av O.D.Agajeva. Onobrychis schuschajensis ingår i släktet esparsetter, och familjen ärtväxter. Inga underarter finns listade i Catalogue of Life.